# Vlag van Gistel
De vlag van Gistel en het wapen van Gistel werden door de gemeenteraad op 30 augustus 1984 vastgesteld als gemeentevlag en gemeentewapen van de West-Vlaamse gemeente Gistel. Op 3 december 1984 werd het besluit door het Bestuur van Vlaanderen bevestigd en uiteindelijk gepubliceerd op 8 juli 1986 in het officiële Belgisch Staatsblad.
De vlag wordt in het Staatsblad beschreven als:
Rood met een hermelijnen keper.
De vlag is volledig gebaseerd op het gemeentewapen en toont dus hetzelfde patroon en dezelfde kleuren. Niettemin kreeg de vlag een iets andere beschrijving dan het wapen, waar de heraldische kleur keel genoemd wordt. Dit is rood; de wapenbeschrijving is:
In keel een keper van hermelijn.
Het wapen werd voor het eerst officieel toegekend op 30 april 1838, met als beschrijving:
Rood koleur met eenen keper van wit koleur gesprenkeld met zwart.
Het komt al voor op de 14e-eeuwse zegels van de stad, bekend uit 1330. De stad ontleende het wapen aan de familie Van Gistel, die het dorp in de 12e eeuw bezat. Zegels van de familie, met de keper, zijn bekend uit 1219. In 1275 werd de keper veranderd van wit (in de heraldiek zilver genoemd) naar hermelijn, wat erop wijst dat de stad het wapen na 1275 heeft overgenomen.

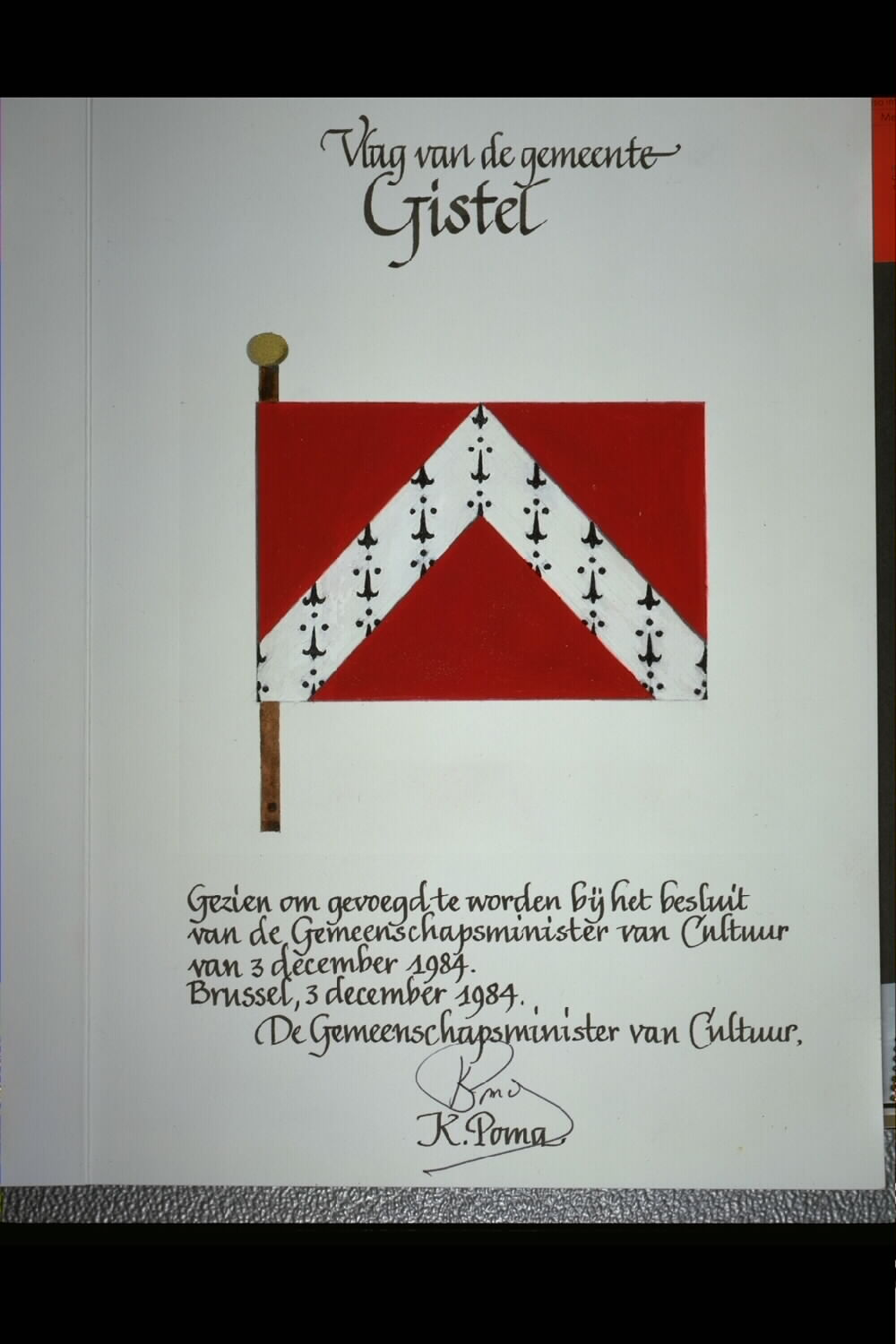
Ontwerp vlag getekend door Karel Poma
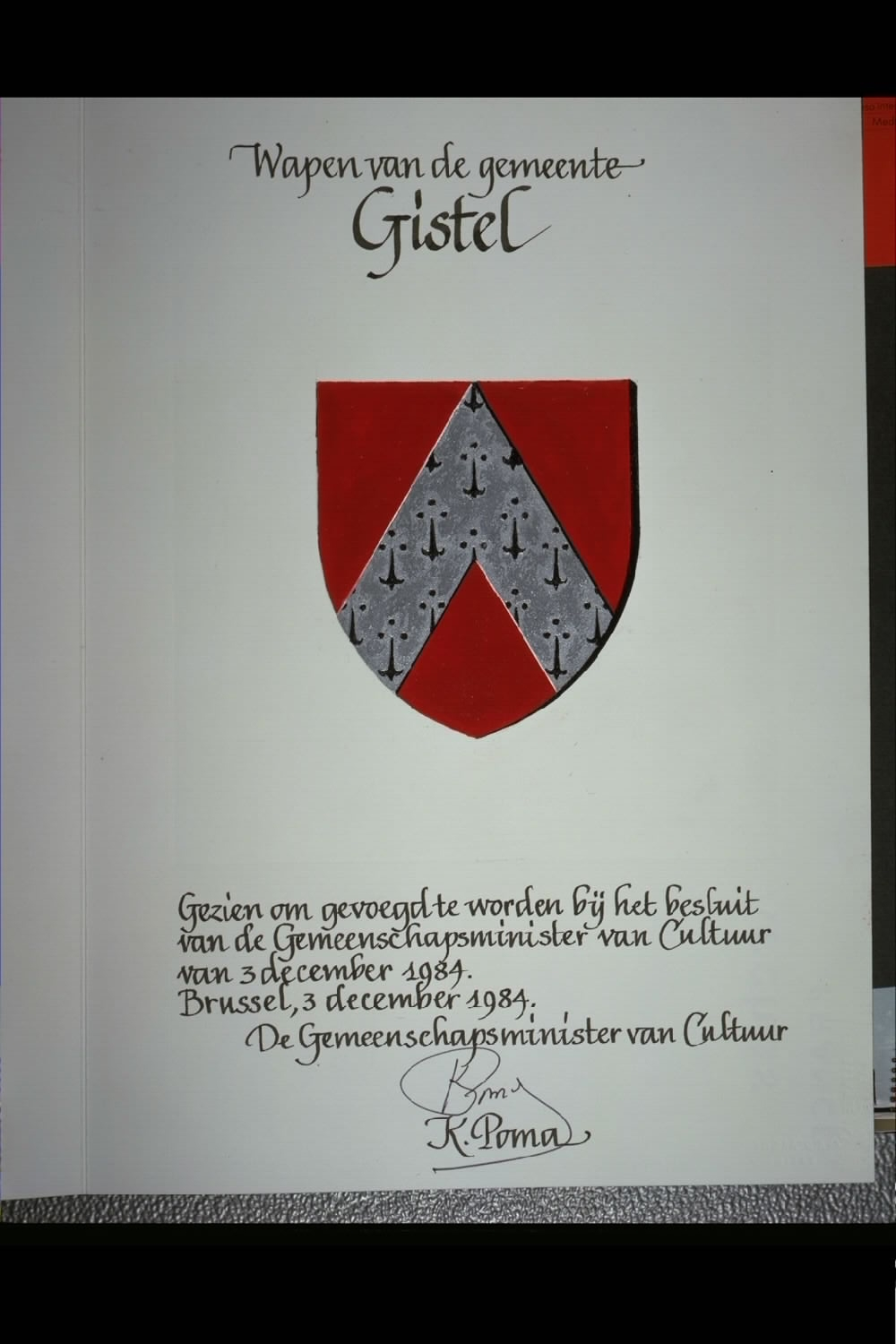
Ontwerp wapenschild getekend door Karel Poma

Alveringem · Anzegem · Ardooie · Avelgem · Beernem · Blankenberge · Bredene · Brugge · Damme · De Haan · De Panne · Deerlijk · Dentergem · Diksmuide · Gistel · Harelbeke · Heuvelland · Hooglede · Houthulst · Ichtegem · Ieper · Ingelmunster · Izegem · Jabbeke · Knokke-Heist · Koekelare · Koksijde · Kortemark · Kortrijk · Kuurne · Langemark-Poelkapelle · Ledegem · Lendelede · Lichtervelde · Lo-Reninge · Menen · Mesen · Middelkerke · Moorslede · Nieuwpoort · Oostende · Oostkamp · Oostrozebeke · Oudenburg · Pittem · Poperinge · Roeselare · Spiere-Helkijn · Staden · Tielt · Torhout · Veurne · Vleteren · Waregem · Wervik · Wevelgem · Wielsbeke · Wingene · Zedelgem · Zonnebeke · Zuienkerke · Zwevegem

Voormalige gemeentevlaggen: 
Meulebeke · Ruiselede
Alveringem · Anzegem · Ardooie · Avelgem · Beernem · Blankenberge · Bredene · Brugge · Damme · De Haan · De Panne · Deerlijk · Dentergem · Diksmuide · Gistel · Harelbeke · Heuvelland · Hooglede · Houthulst · Ichtegem · Ieper · Ingelmunster · Izegem · Jabbeke · Knokke-Heist · Koekelare · Koksijde · Kortemark · Kortrijk · Kuurne · Langerak-Poelkapelle · Ledegem · Lendelede · Lichtervelde · Lo-Reninge · Menen · Meulebeke · Middelkerke · Moorslede · Nieuwpoort · Oostende · Oostkamp · Oostrozebeke · Oudenburg · Pittem · Poperinge · Roeselare · Spiere-Helkijn · Staden · Tielt · Torhout · Veurne · Vleteren · Waregem · Wervik · Wevelgem · Wielsbeke · Wingene · Zedelgem · Zonnebeke · Zuienkerke · Zwevegem